# Tibetanere
Tibetanere er den oprindelige befolkning i Tibet, som strækker sig over det tibetanske plateau. Den Tibetanske eksilregering mener, at antallet af tibetanere siden 1959 er faldet fra 6,3 millioner til 5,4 millioner, mens regeringen i Kina mener, at den er steget fra 2,7 millioner i 1959 til 5,4 millioner.
De fleste tibetanere under Folkerepublikken Kinas kontrol bor i Den autonome region Tibet (44,81 %) og i de tilgrænsende provinser Sichuan (23,43 %), Qinghai (20,06 %), Gansu (8,18 %) og Yunnan (2,37 %).
I den autonome region Tibet var 92,77 % af befolkningen tibetanere i 2000 (ved indvandring fra hankinesiske områder er andelen dalende), i Qinghai 22,53 %, i Gansu 1,76 % og i Sichuan 1,54 %. Flertallet af tibetanerne tilhører den lamaistiske buddhisme. Mange tibetanere lever nomadisk i Tibet og i Himalaya.
Omkring 130.000 tibetanere lever i eksil i Nepal, Indien, Bhutan osv.